# Parc de la Rouge

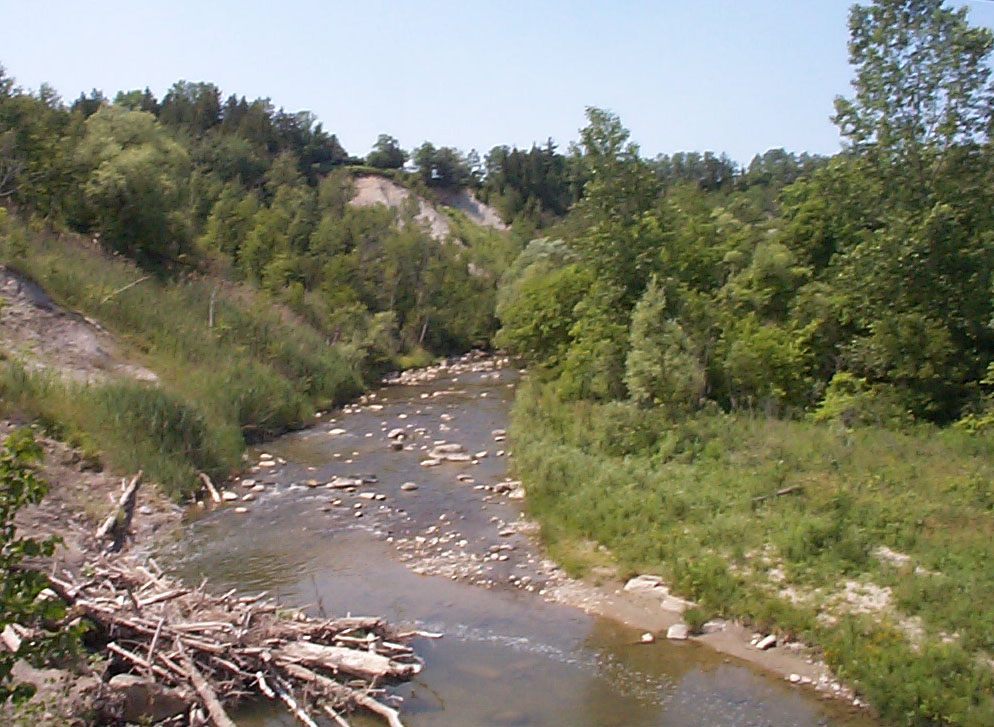
La rivière Rouge dans le Parc urbain national de la Rouge à Toronto.

Le Parc urbain national de la Rouge ("Rouge Park" en anglais) est un espace protégé situé le long de la basse vallée de la rivière Rouge dans l'agglomération du Grand Toronto au Canada.
Le parc urbain national de la Rouge est un espace sauvage d'une cinquantaine de kilomètres carrés, qui longe la rivière Rouge depuis Markham, en passant par Pickering jusqu'au lac Ontario. 
Le parc urbain national de la Rouge fut créé en 1995.
Ce parc protège ainsi 12 % du cours de la rivière Rouge. 
La faune y trouve un endroit propice pour y vivre.  La Loi sur les espèces en péril (LEP) comprennent des espèces qui ont élu domicile dans le parc urbain national de la Rouge, telles la buse à épaulettes, le pic à tête rouge, le ginseng à cinq folioles et le méné long.
La rivière Rouge reste le cours d'eau le moins pollué de l'agglomération du Grand Toronto. Le parc constitue une réserve écologique restaurée et entretenue. Un des objectifs fut de maintenir une agriculture péri-urbaine, mais une récente décision de mettre fin à des baux concernant près de 3 km² de terres agricoles a suscité énormément de controverse.
Le parc urbain national de la Rouge offre des sentiers piétonniers et des pistes cyclables d'une douzaine de kilomètres de longueur. 

## Sources
1. ↑  Chapitre : Verdir le bassin de la Rouge